# Tympanuchus cupido cupido
Sous-espèce
Statut de conservation UICN

 EX : Éteint
Tympanuchus cupido cupido est une sous-espèce disparue du Tétras des prairies, espèce d'oiseaux de la famille des Phasianidae.
Revive & Restore a attiré l'attention du monde entier en 2013, en organisant la première réunion publique sur la lutte contre les extinctions. Ses projets fondateurs comprennent la lutte contre l'extinction du tourte voyageuse, du  Tympanuchus cupido cupidoet du mammouth laineux. Depuis lors, Revive & Restore a établi des partenariats avec des institutions de recherche, des agences gouvernementales et des organisations de conservation, dans le cadre d'un large éventail de programmes de sauvetage génétique en faveur des espèces en danger.

## Sources
1. ↑  Ben Novak, « De-Extinction », Genes, vol. 9, no 11,‎ 13 novembre 2018, p. 548 (PMID 30428542, PMCID 6265789, DOI 10.3390/genes9110548)
2. ↑  « Bringing back the Passenger Pigeon », Revive&Restore, 8 février 2012
3. ↑  Noah Asimow, « By Land and Sea, Looking to Restore a Planet in Crisis », The Vineyard Gazette,‎ 22 août 2019 (lire en ligne)
4. ↑  Nathaniel Rich, « The Mammoth Cometh », NY Times,‎ 27 février 2014 (lire en ligne)

- (en) Congrès ornithologique international : Tympanuchus cupido cupido dans l'ordre Phasianidae